# 梅田小太郎
梅田 小太郎（うめだ こたろう、1998年2月15日 - ）は、東京都出身のサッカー選手。ポジションはMF。

## クラブ歴
東京都生まれで、6歳の時に米国に移住した。オハイオ州クリーブランドで育ち、ルイビル大学、アクロン大学に在籍した。大学在学中にはクリーブランドのクラブでプレーした事もあった。
2019年にジョインヴィレECで選手となった。しかし出場機会はなかった。
同年にポルトガルのGDUトルカテンセに移籍し、ここで選手初出場を記録した。その後ペヴィデムSCに在籍した。
2021年5月に再びジョインヴィレに加入した。ジョインヴィレの名前をアジアに発信するアンバサダーとしての立ち位置もあると、ディレクターのレオ・ロエスレルは述べている。しかし同年9月にブルメナウECに期限t抜き移籍し、年末に双方を退団している。
2022年にトーメンタFCで米国に戻った。翌年にミシガン・スターズFCに完全移籍した。
2024年1月10日に香港プレミアリーグの晋峰足球会に加入したが、半年で退団してミシガン・スターズに戻った。

## 私生活
父は柏レイソルのドクターを務めていた経験がある。
2019年に英語で本を出版した他、ポルトガル語でも出版を行っている。
その他、ユナイテッド・ウェイのクリーブランド圏のアンバサダーやオンラインプラットフォームのアンバサダーも務めている。